# Трейлерная музыка
Трейлерная музыка — вид продакшн-музыки, используемый в рекламной кампании фильмов, видеоигр, иных медиа-продуктов, а также в ходе различных мероприятий.

## Производство
Трейлерную музыку обычно создают в отдельной производственной компании-библиотеке продакшн-музыки для трейлеров, услугами которых пользуются как трейлерные дома, где также создают рекламные ролики, так и авторы-одиночки. Трейлерная музыка используется для рекламы любого типа, но в основном для задач рекламных кампаний медиапродуктов, таких как кино, телесериалы, видеоигры, а также может использоваться для фестивалей, спортивных состязаний (фигурное катание, синхронное плавание, художественная гимнастика) и других мероприятий. Отличие трейлерной музыки от саундтрека в том, что трейлерная музыка не создаётся под определённый фильм, сериал, компьютерную игру и так далее; сначала пишется музыка, затем она выпускается в виде альбомов или каталогов, после чего клиенты выбирают подходящую композицию, приобретают права и используют её для определённых целей. Другая отличительная особенность трейлерной музыки в том, что она заточена именно под рекламный промо монтаж, который имеет свою специфику. В одном трейлере могут использоваться несколько композиций. Многие композиторы трейлерной музыки, создающие её в штате, библиотеки или трейлерного дома, юридически привязаны к трейлерным домам, библиотекам, кинокомпаниям или их дистрибьюторским подразделениям, и не доступны для желающих получить авторские права на их произведения вне компании. Существуют также композиторы, работающие вне лейбла.
Трейлерную музыку делают гибкой и удобной для монтажа. Главное в ней — ритм и паузы. Композиция состоит из интро, середины, финала, добавочного финала, финального выхода под титр. Между частями могут ставиться большие паузы, чтобы было удобно использовать только какую-то определённую часть композиции. В трейлерной музыке широко используются ударные и она в основном строится на минималистичных мелодиях и простых гармониях, для того, чтобы не отвлекать зрителя от происходящего на экране, и при этом создавать необходимый эмоциональный настрой.

## Виды трейлерной музыки
Трейлерная музыка может состоять из музыкальных фрагментов из других фильмов, популярной музыки, классической музыки, неоклассической музыки, популярных вокальных композиций, библиотечной музыки, написанной специально для трейлеров, и оригинальной музыки, написанной специально для определённого трейлера. Чаще всего в трейлерах встречается эпическая музыка, создающая нужную атмосферу для привлечения внимания зрителя.

## Трейлерные компании
Крупнейшими компаниями, производящими трейлерную музыку для компьютерных игр и голливудских фильмов, являются такие как Audiomachine, Immediate Music, Two Steps from Hell, Really Slow Motion, Position Music, Pfeifer Broz. Music. В России с 2014 года существует Imagine Music. Среди самостоятельных композиторов в России работают Антон Новосельцев, Артём Шевченко.